# Michał Moszkowicz
Michał Moszkowicz (ur. 31 sierpnia 1941 w Magnitogorsku, zm. 10 września 2017 w Sztokholmie) – polski pisarz, od 1969 zamieszkały w Szwecji.

## Życiorys
Wywodził się z rodziny polskich Żydów. Był synem Bronisława i Ireny Moszkowiczów. Na świat przyszedł w Magnitogorsku na terenie Związku Radzieckiego, gdzie podczas II wojny światowej przebywali jego rodzice, z którymi w 1945 przyjechał do Polski. 
W latach 1960–1968 studiował na Wydziale Bibliotekoznawstwa i Wydziale Filozofii Uniwersytetu Warszawskiego. Usunięty został z uczelni na skutek antysemickiej nagonki, będącej efektem wydarzeń marcowych. W 1969 wyemigrował do Szwecji i osiadł w Sztokholmie, gdzie mieszkał do końca życia. Ukończył studia na Uniwersytecie Sztokholmskim. Jego żoną była Iwona Wajntraub (1948–2006), z którą miał syna Miszę (ur. 1975).

## Nagrody, odznaczenia
- Nagroda Artystyczna POLONIKI (2003)[4]
- Krzyż Kawalerski Orderu Zasługi Rzeczypospolitej Polskiej (2011)[5].

## Twórczość
Michał Moszkowicz jako pisarz zadebiutował w 1963, opowiadaniami drukowanymi w miesięczniku Zwierciadło. Jest autorem licznych powieści, opowiadań i sztuk teatralnych, w tym 12 powieści traktujących o emigracji 68 i problemie tożsamości. Zaledwie dwie jego książki zostały przetłumaczone na język szwedzki.

### Powieści
- Morbus perigrinorum, 1977[6];
- Punkt zero (tł. na język szwedzki jako Nollpunkten, 1995), 1984;
- Nekrolog, 1989;
- Zamach, 1990;
- Psi paszport, 1994;
- Lokator, 1997;
- Kadisz (tł. na język szwedzki jako Kaddisch, 2007), 2003;
- Anatema, 2002;

### Opowiadania
- Paradyz, 1975[7];
- Paradyz; Śmierć emigranta, 1987[7];
- Lithium, 1993;
- Ziarna czasu. Antologia prozy i poezji pisarzy polskich w Szwecji, 1999;
- Palec Boży, 2010;
- Kompleks Antygony, 2011;
- Rachunki sumienia, 2014, ISBN 978-91-87704-77-2.